# 代特默斯巴赫河

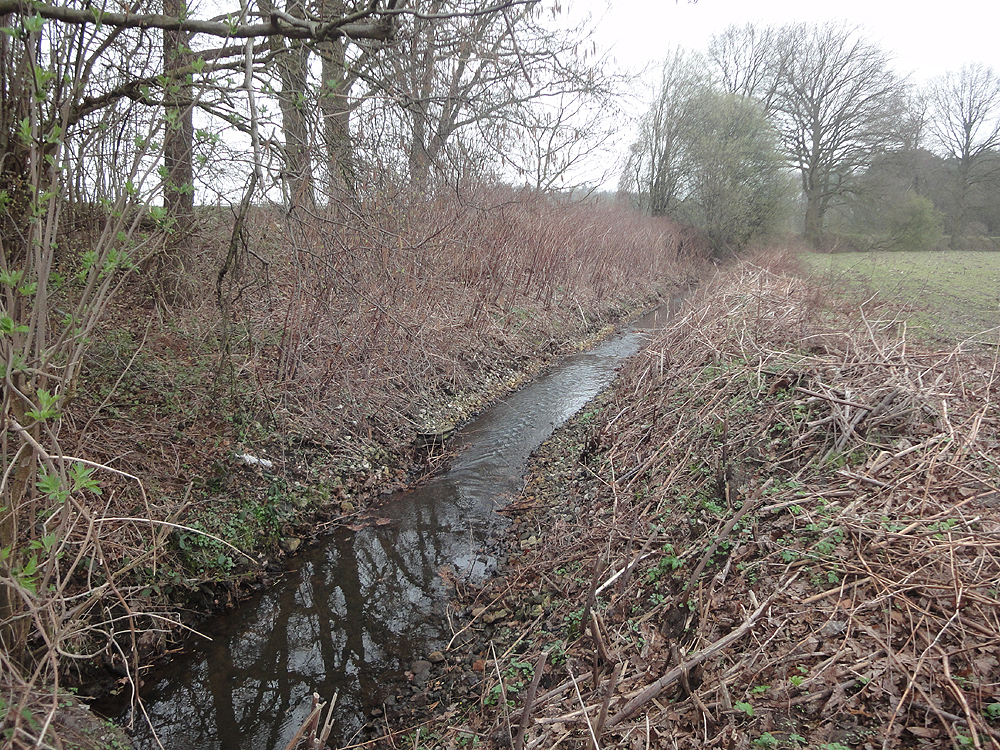

51°55′12″N 8°17′39″E / 51.92000°N 8.29417°E
代特默斯巴赫河（德語：Dettmers Bach），是德國的河流，位於該國西部，流經北萊茵-威斯特法倫州，屬於埃姆斯河的右支流，河道全長5.3公里，發源自居特斯洛附近。